# Джеймс Трейнер
Джеймс Трейнер (англ. James Trainer, 7 січня 1863, Рексем — 	5 серпня 1915, Лондон) — валійський футболіст, воротар вікторіанської епохи. Валлієць виграв з «Престоном» два перші в історії чемпіонати Англії. Крім того, він встановив два рекорди свого часу — найдовшу «суху» серію і найбільшу кількість «сухих» матчів у вищому дивізіоні. Багато сучасників називали його найкращим воротарем Британії, а відповідно, і найкращим воротарем світу.

## Біографія
На початку футбольного шляху Джеймса виступав за однойменний клуб зі свого рідного міста — «Рексем» на позиції захисника, але потім його вмовили стати на останній рубіж і повертати назад у поле вже не побажали. Та й сам Джим навряд чи коли-то пошкодував про свою перекваліфікацію.
У сезоні 1882/83 Трейнер взяв участь у фіналі Кубка Уельсу, в якому його «Рексем» здолав «Друідс». У наступному сезоні Джим перебрався в Болтон, де спочатку кілька сезонів виступав за «Грейт Левер», а потім і за «Болтон Вондерерз».
Успішна гра Трейнера не залишилася непоміченою. У 1887 році він зіграв свій перший матч за збірну Уельсу, проти збірної Шотландії. У цілому за свою футбольну кар'єру Джеймс провів 20 матчів у національній команді — 6 проти збірної Англії, 9 проти збірної Шотландії і 5 проти збірної Ірландії.
У тому ж 1887 році Джеймс взяв участь у товариському матчі, в якому суперником «Болтона» був «Престон Норт-Енд». Команда Трейнера була розгромлена всуху, валлійському голкіперу 12 разів довелося діставати м'яч з сітки воріт, але це не завадило керівнику «Престона» Вільяму Саделлу розгледіти талант молодого голкіпера суперників. Оскільки Саделл був одним з перших менеджерів, які почали платити футболістам, переманити Трейнера йому було не складно.
Крім винагороди за ігри, Вільям знаходив для гравців «Норт-Енда» високооплачувану роботу в Престоні. Саме Саделл був творцем першого чемпіона Англії. Він шукав гравців для команди в різних куточках Великої Британії і в підсумку зібрав один з найсильніших футбольних колективів свого часу.
Свій перший матч за «Престон Норт-Енд» Джеймс Трейнер зіграв 13 серпня 1887 року. Трохи більше ніж через рік, 8 вересня 1888 року, він разом з «Престоном» провів свій дебютний матч у дебютному чемпіонаті Англії — «Норт-Енд» святкував перемогу над «Бернлі» з рахунком 5:2. До кінця першості Престон не зазнав жодної єдиної поразки (18 перемог, 4 нічиї) і за кілька турів до фінішу відсвяткував чемпіонство. Трейнер взяв участь у 20-ти з 22 матчів у сезоні, пропустивши лише 13 голів. Всього у першому чемпіонаті Престон пропустив 15 м'ячів, і це найкращий результат в лізі, тоді як другий за цим показником Вулверхемптон пропскав голи 37 разів.

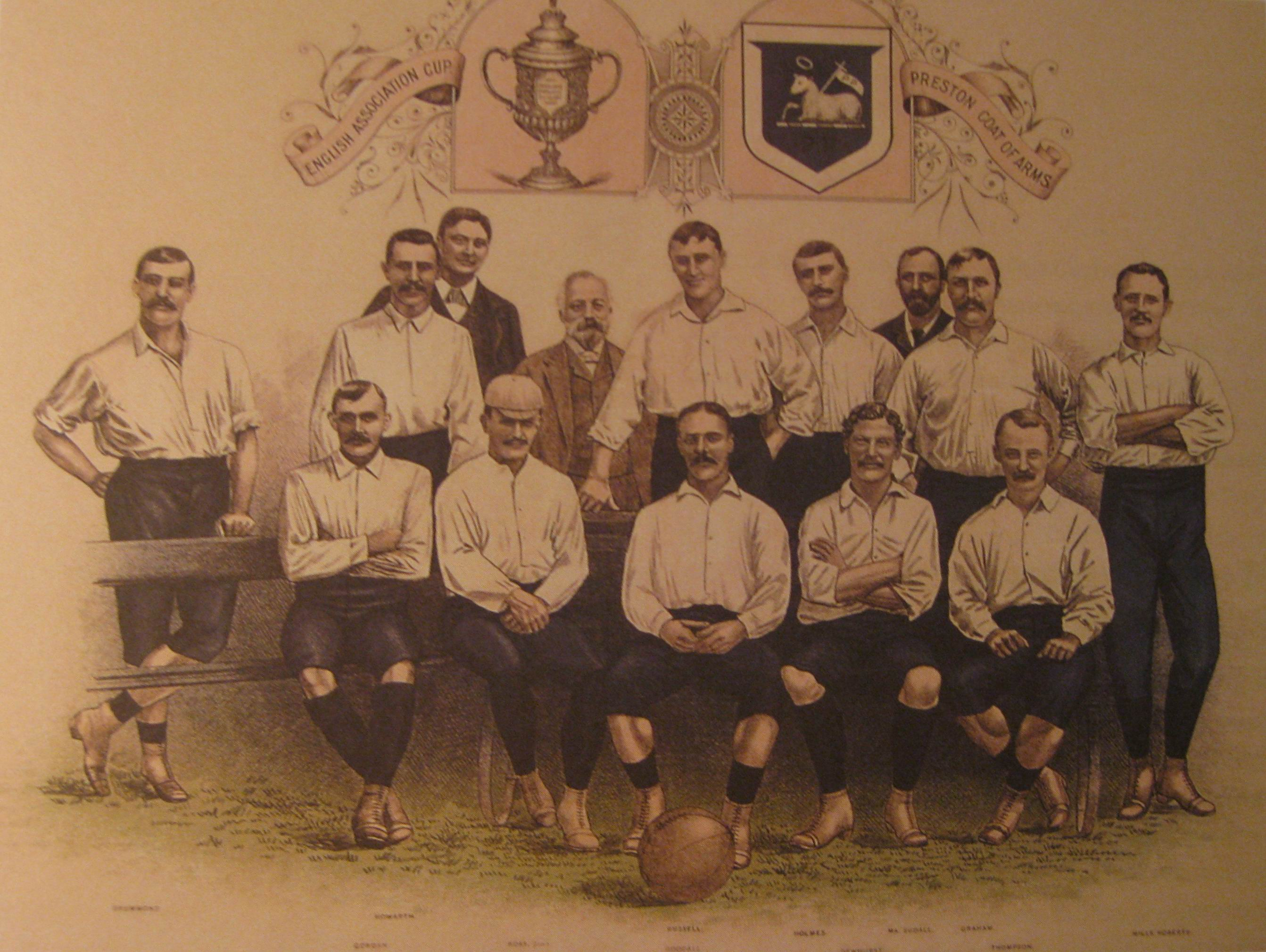
Футболісти Престона — переможці першого чемпіонату Англії з футболу

У тому ж сезоні 1888/89 Престон виграв Кубок Англії, оформивши таким чином перший в історії футболу «золотий дубль», проте Трейнер не зміг зіграти у фінальному матчі турніру проти Вулверхемптона (3:0), поступившись місцем у воротах своєму співвітчизнику Роберту Міллз-Робертсу.
У наступному сезоні «Норт-Енд» знову виграв чемпіонат Англії, а Джеймс Трейнер знову став найкращим воротарем турніру, хоча і пропустив цього разу набагато більше — 30 м'ячів. Це друге поспіль чемпіонство стало останнім в історії «Престона», а сам Трейнер захищав ворота першого чемпіона Англії до 1899 року, зігравши 253 матчі за цю команду. 
Після завершення кар'єри він деякий час займався готельним бізнесом в Престоні, але в 1904 році, кинувши дружину з десятьма дітьми, відправився до Лондона, бажаючи організувати футбольну виставку у виставковому центрі Олімпія. Проте в столиці його справи не склалися. Залишившись в повній самоті, що розорився 52-річний Джеймс Трейнер, родоначальник валлійської футбольної школи, один з найкращих голкіперів Вікторіанської епохи, помер у бідності 5 серпня 1915 в Паддінгтоні, одному з центральних районів Лондона.

## Досягнення
- Володар Кубка Уельсу: 1883
- Чемпіон Англії: 1889, 1890
- Віце-чемпіон Англії:  1891, 1892, 1893
- Фіналіст Кубка Англії: 1888
- Володар Кубка Англії: 1889